# Наумова, Прасковья Павловна
Праско́вья Па́вловна Нау́мова (25 ноября 1926 — 10 сентября 2013) — советский работник сельского хозяйства, доярка экспериментального хозяйства Забайкальского научно-исследовательского института сельского хозяйства, Герой Социалистического Труда (1971).

## Биография
Прасковья Наумова родилась в сибирском селе Павловка, ныне расположенном на территории Тевризского района Омской области. По национальности — русская. В 1936 году её семья, в которой было шестеро детей, переехала в город Омск, а в 1937 году — в село Колочное, ныне расположенное в Читинском районе Забайкальского края.
В 1941 году, после окончания 8 классов школы, Наумова начала трудовую деятельность овощеводом в совхозе. С 1943 по 1945 год она работала в детском саду, однако затем вновь вернулась в овощеводство. В 1953 году приказом директора Наумова была переведена дояркой экспериментального хозяйства Забайкальского научно-исследовательского института сельского хозяйства, где и проработала до самого выхода на пенсию. Являлась мастером машинного доения 1-го класса.
Прасковья Наумова стала одной из первых доярок на ферме, поднявшей надои молока до 4 тысяч килограмм в год.
В 1971 году Указом Президиума Верховного Совета СССР за выдающиеся трудовые успехи Прасковье Павловне Наумовой было присвоено звание Героя Социалистического Труда с вручением ордена Ленина и золотой медали «Серп и Молот».
Избиралась делегатом XXІV съезда КПСС (1971), депутатом Читинского областного Совета народных депутатов, членом Читинского райкома КПСС, участвовала в общественной жизни партийной организации и коллектива Забайкальского научно-исследовательского института овцеводства и мясного скотоводства.
В 1982 году Наумова вышла на пенсию. До последних дней жила в селе Колочное Читинского района Забайкальского края, где и скончалась 11 сентября 2013 года на 87-м году жизни.

## Награды
- Герой Социалистического Труда (1971)
- орден Ленина (1971)
- орден Октябрьской Революции (1973)
- орден «Знак Почёта» (1966)
- медали, в том числе 2 золотых, 2 серебряных и 3 бронзовых медали ВДНХ
- Почётный гражданин Читинской области (1997)